# Министерство аграрной реформы Филиппин
Министерство аграрной реформы Филиппин — исполнительный департамент правительства (министерство) Филиппин. Образовано в 1971 году. Отвечает за все программы земельной реформы в стране.

## История
- 1962 Земельная администрация
- 1971 Министерство аграрной реформы
- 2004 Министерство земельной реформы
- 2005 Министерство аграрной реформы